# Ronroneo
El ronroneo es una especie de ronquido característico hecho por algunos felinos en demostración de contento. Es parte de su sistema de comunicación. Varía en función del individuo (por ejemplo, el volumen y el tono) y de unas especies a otras, y puede ser caracterizado como un zumbido tonal. En gatos domésticos el ronroneo tiene una frecuencia entre 25 y 150 vibraciones por segundo.
Este particular sonido indica confianza, felicidad o bienestar y se produce cuando se sienten seguros y protegidos. No se sabe con certeza de dónde proviene este sonido que más bien constituye una vibración.
Hoy en día se sabe que los gatos ronronean por la contracción y relajación rítmica de los músculos de la laringe. Con su vibración, la laringe regula el paso del aire hacia las cuerdas vocales.

## Mecanismo
Hasta hace poco se creía que sólo los felinos del género Felis podían ronronear. Sin embargo los felinos del género Panthera (tigre, león, jaguar y leopardo) también lo hacen, pero solo cuando exhalan. Ejemplos de un guepardo y un serval ronroneando se pueden escuchar en las páginas de Robert Eklund.

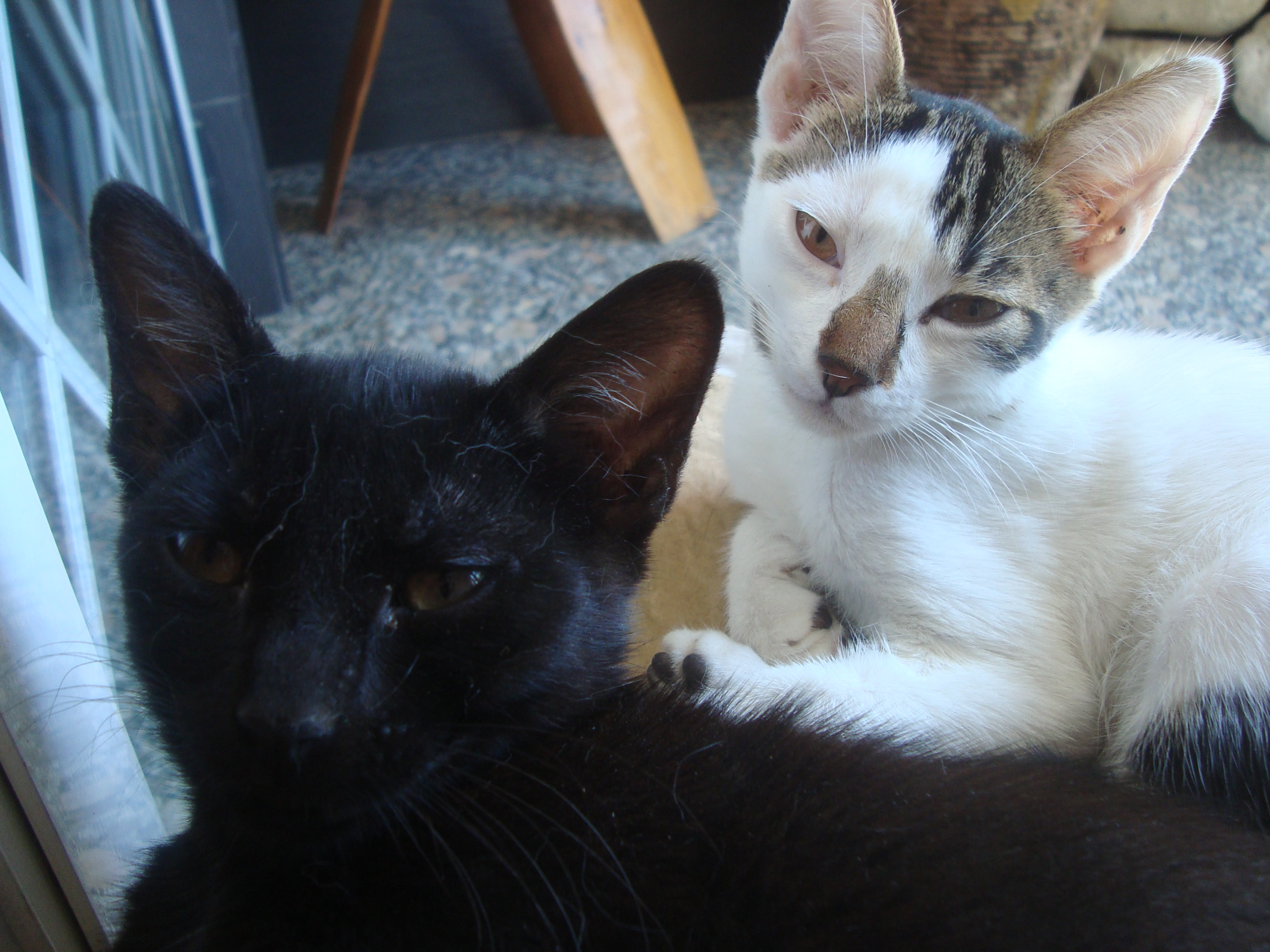
Gatos domésticos

### Conjeturas
A pesar de ser un fenómeno universalmente conocido, el mecanismo por el cual los gatos ronronean es difícil de explicar. Esto se debe en parte a que el gato no tiene ninguna característica anatómica evidente que fuese la única responsable. 
- Una hipótesis respaldada por estudios electromiográficos es que los gatos ronronean al producir ruido con unos rápidos temblores de los músculos de su laringe, que dilatan y restringen la glotis a gran velocidad, causando vibraciones en el aire durante la inhalación y la exhalación.[5] Combinada con la constante inhalación y exhalación de aire mientras el gato respira, el ronroneo se produce con fuertes armónicos.[6]
- Otra propone que el ronroneo es un fenómeno de origen hemodinámico: La vibración palpable se origina en la vena cava posterior, en el lugar donde atraviesa el diafragma. Los músculos comprimen el flujo sanguíneo provocando vibraciones que son transmitidas por los bronquios.

## Motivos

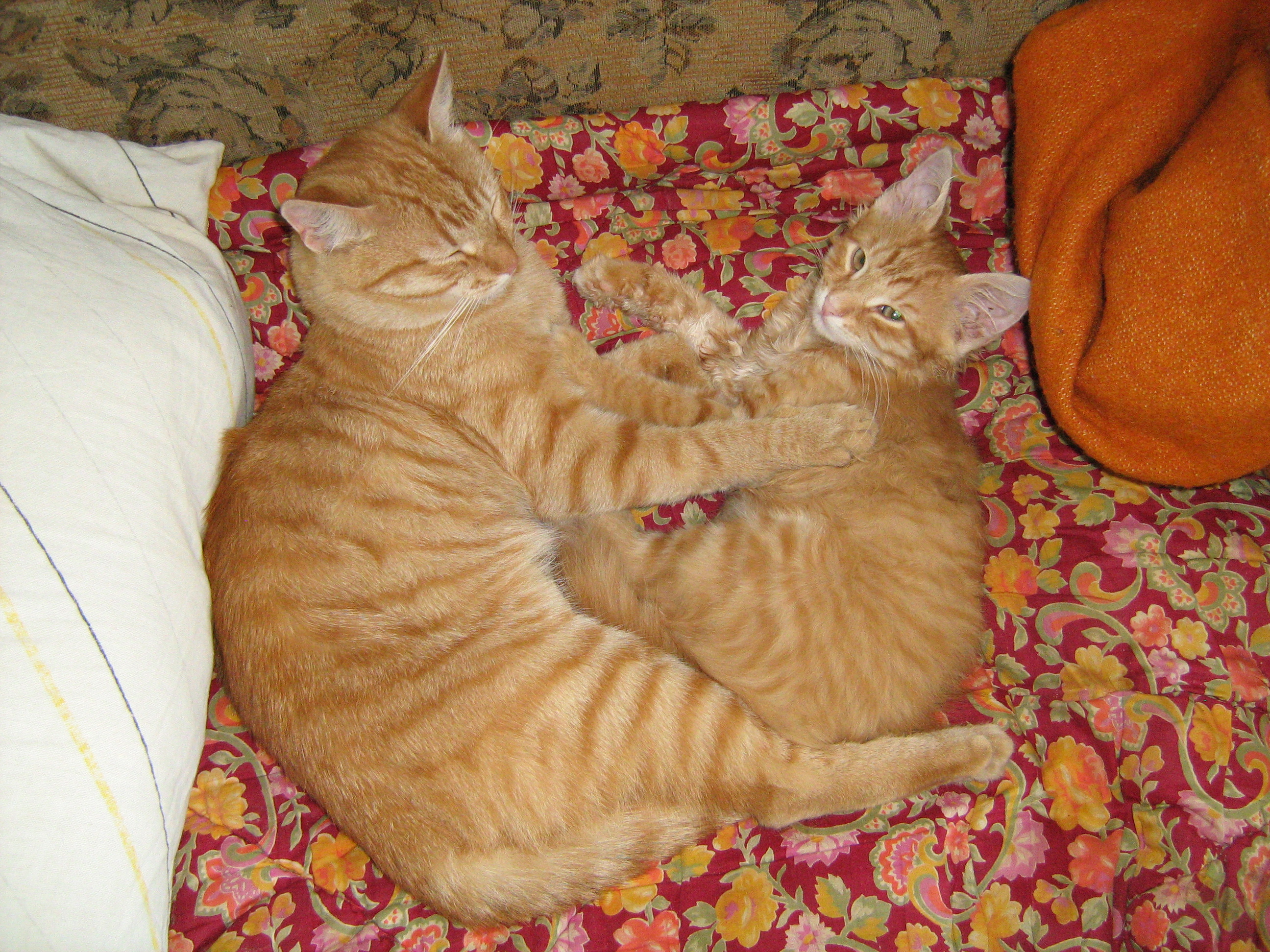
Gatos relajados.

La razón por la cual los felinos ronronean es desconocida; pero los gatos suelen hacerlo cuando se relajan al ser acariciados, cuando se sienten seguros o cuando comen. Las gatas a veces ronronean al parir o cuando están amamantando a sus crías, y estas a su vez también ronronean cuando son amamantadas. Sin embargo se conocen casos en los cuales lo han hecho cuando estaban heridos, enfermos, doloridos o muriendo. El ronroneo puede ser un sistema de señales entre la madre y los gatitos enfermos. Una teoría es que no es un signo de amor, sino de intentar mostrar la amistad; por ejemplo, cuando un gato está nervioso (necesitando atención médica quizás) puede ronronear para evitar ser lastimado. El etólogo alemán Paul Leyhausen lo interpreta como una señal de que el gato que ronronea está comunicando que no es una amenaza.